# Tadarida latouchei
Tadarida latouchei — вид кажанів родини молосових.

## Середовище проживання
Цей вид відомий з північно-східної прибережної зони Китаю, північного та центрального Лаосу й кордону в півночі Таїланду. В Японії є тільки три записи, всі бродяги.

## Стиль життя
Лаштує сідала в печерах і харчується в навколишньому лісі. У Таїланді він був записаний з сухих вічнозелених лісів на висоті 1500 м над рівнем моря, на вершині гори.